# Habar jeclo
Habar Jeclo (somali: Habarjeclo), conegut històricament com a Habr Toljaala, és un important clan de Somali del nord de la família issaq. Els seus membres formen la confederació juntament amb els Ibran, Sanbuur i Tolje'lo. Són coneguts com les guineus de l'est. Viuen a la part oriental de Somalilàndia entre Berbera i Sanaag.

## Subclans
- Musa Abokor
  - Barre Adrahman
  - Reer Yonis
- Mohamed Abokor
  - Noah
  - Adam
  - Yeesif
- Samane Abokor
- Sanbuur
- Cibraan
- Aduruxmiin
- Adan Mohamed
- Ahmed Faarah
- Alah Magan Abdulle
- Ali Barre
- Ba'iide
- Farah Ba'iide
- Ahmed Farah Ba'iide
- Bayle Faarah
- Eibraan
- Fahiye Farah
- Idarays
- Omar Jibriil
- Reer Daahir
- Reer Dood
- Reer Yoonis
- Samane Abokor
- Solomadow
- Sanbuur
- Uduruhmiin
- Yeesif
- Ibreem Yeesif